# Vlasotince
Vlasotince (v srbské cyrilici Власотинце, ty Vlasotince, pomnožné) jsou město v jihovýchodní části Srbska. Administrativně spadají pod Jablanický okruh. Město má 15 830 obyvatel.
Město se nachází na toku řeky Vlasnica, nedaleko od jejího ústí do řeky Južna Morava, na silničním tahu Leskovac-Babušnica. Ze západu jej obklopují roviny a z východu hory dosahující nadmořské výšky okolo 800 m.

## Název
Název města, stejně jako název řeky[zdroj?] odkazuje na vlašské obyvatelstvo a poprvé se objevuje v 15. století.

## Historie

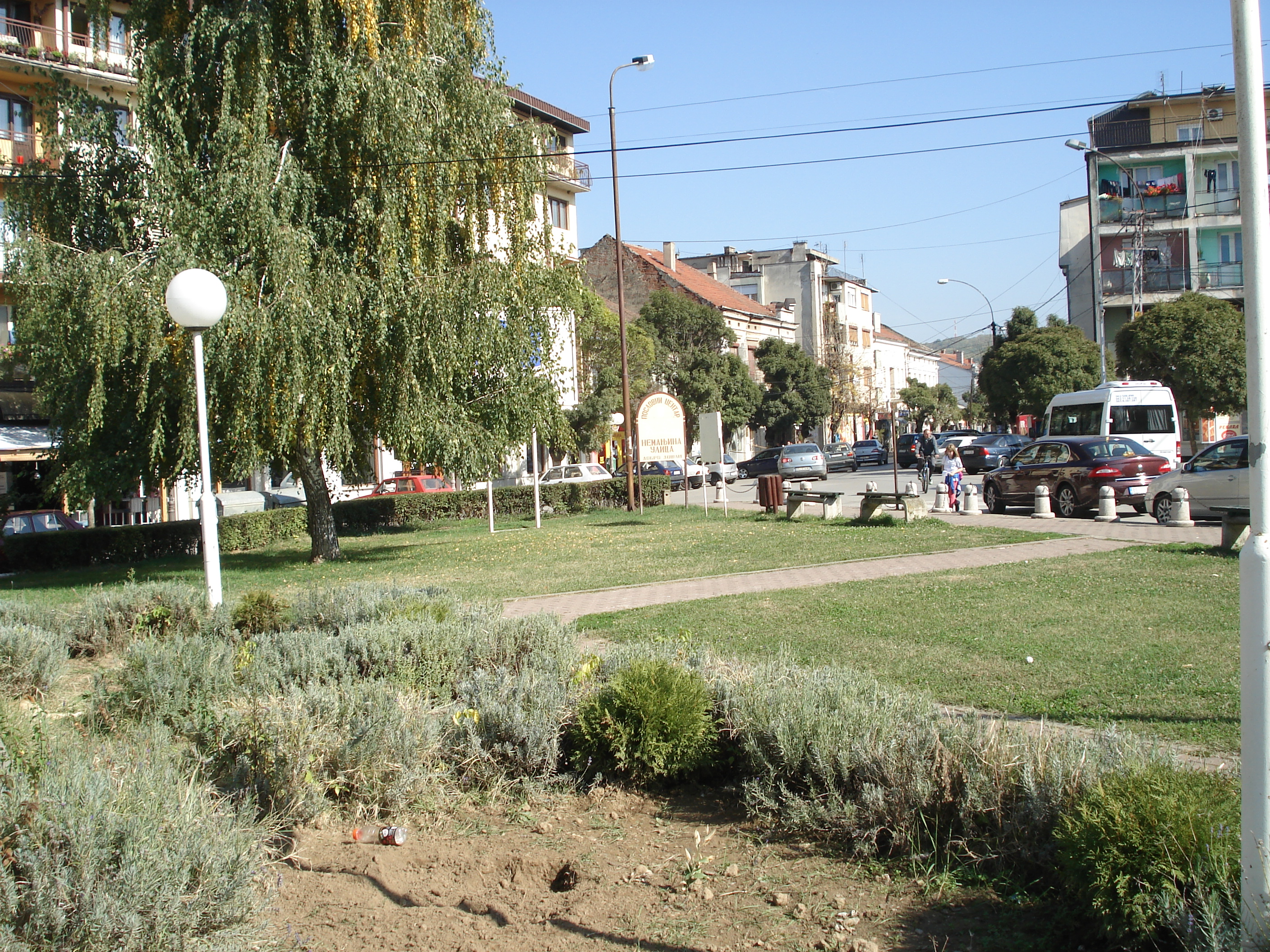
Střed města.

Vlasotince jsou poprvé historicky zmíněny roku 1516 v tureckých záznamech. Existovaly pod poturčeným názvem Vlašotinac a administrativně spadaly pod Sofijský sandžak. V 16. století se odhaduje, že zde žilo 600 lidí. V roce 1866 zde byla založena základní škola. V roce 1878 získalo status městyse (varošice). Elektřina byla do Vlasotinců zavedena v roce 1912 po výstavbě nedaleké vodní elektrárny. 
Během druhé světové války procházela územím současného města demarkační linie mezi oblastí okupovanou německou armádou a bulharskou zájmovou oblastí. Dne 10. října 1944 bylo město osvobozeno.
V 70. letech 20. století dosáhlo město deseti tisíc obyvatel. Roku 1999 mělo 15 442 obyvatel.

## Kultura
Ve Vlasotincích se nachází Regionální muzeum (srbsky Zavičajni muzej). Sídlí v historické budově staré turecké pevnosti. Na náměstí stojí památník obětem, které padly ve válkách v letech 1912 až 1918.

## Ekonomika
V roce 2018 byl největším zaměstnavatelem průmysl, resp. energetika. V ní pracovalo přes dva tisíce lidí. Průmyslová zóna leží při západním okraji Vlasotinců. V zemědělství hraje významnou roli vinařství.[zdroj?]

## Doprava
Vlasotince nemají se zbytkem Srbska železniční spojení. Hlavní silniční tah, který prochází městem, je silnice č. 39 celostátního významu, který spojuje Leskovac s městem Pirot u bulharské hranice.

## Sport
Ve východní části města leží sportovně-rekreační centrum Vlasina, které zahrnuje krytou sportovní halu.